# Конкордат
Конкордат се нарича договорът между папата и някоя държава. Обикновено целта на договора е засилване и осигуряването на определени (договорени в договора) права на католическата църква в съответната държава.